# Wierzchląd
Wierzchląd [ˈvjɛʂxlɔnt] (tiếng Đức: Verchland)  là một ngôi làng thuộc khu hành chính của Gmina Stargard, thuộc huyện Stargardzki, Zachodniopomorskie, ở phía tây bắc Ba Lan.
Trước năm 1945, khu vực này là một phần của Đức. Đối với lịch sử của khu vực, xem Lịch sử của Pomerania.
Ngôi làng có dân số 99 người.